# Содишинци
Содишинци (словен. Sodišinci, мађ. Bírószék) су насељено место у општини Тишина, Помурска регија, Словенија.

## Историја
До територијалне реорганизације у Словенији били су у саставу старе општине Мурска Собота.

## Становништво
У попису становништва из 2011. године, Содишинци су имали 227 становника.
| Број становника према пописима | Број становника према пописима | Број становника према пописима |
| ------------------------------ | ------------------------------ | ------------------------------ |
| 1991                           | 2002                           | 2011                           |
| 242                            | 212                            | 227                            |

## Галерија
- сеоски крст
- натпис на крсту